# Tizi ntarakatine
 (octobre 2012).
Tizi ntarakatine est un village marocain de la province de Taroudant situé au pied de la chaîne de montagnes de l’Anti-Atlas au sud-est d’Agadir, à une altitude de 1 500 m.

## Géographie
On y accède soit par Agadir (Ait Baha), soit par Tiznit (Tafraout), soit par Taroudant (Igherm). Tizi Ntarakatine est à 25 km d’Idagnidif, à 18 km d’Ait Abdallah et à 25 km de Tafraout. 
La route traversant le village est goudronnée, il y fait très froid (glacial) en hiver et très chaud en été.

## Habitations
On peut y remarquer : 
- D'anciennes maisons construites de pierres et de terre, plafonnées de troncs et tiges d'arbres qui entourent la mosquée du village (construite et rénovée par les propres moyens des habitants) ;
- Des maisons des années 1950-1960 construites plus haut sur la montagne ;
- De nouvelles maisons en briques et ciment armé tout le long et aux alentours de la route principale.

La majorité des habitants cherchent à habiter le long de la route qui passe au centre du village.

## Économie
La population est constituée d’une centaine de familles et de plus de 1 000 habitants. L'agriculture est la seule ressource, mais vu les circonstances climatiques rudes, beaucoup de jeunes ont migré vers les villes et deviennent des commerçants ou aide-commerçants. Ils reviennent visiter leurs familles à chaque occasion. 
Une école de deux classes existe pour six niveaux du primaire, mais les femmes, qui sont en majorité analphabètes, restent souvent au village pour faire tout le travail quotidien dans les champs et chez elles. 
Dans le village, il y a deux boutiques d'alimentation générale. Pour ce qui manque, il faut aller le chercher au souk à Ait abdallah (le samedi), à Idagnidif (le jeudi) ou à Tafraoute chaque mercredi.
Les habitants ne possédaient que des citernes pour stocker l’eau de pluie (souvent insuffisante). Les femmes avaient pour tâche de chercher l'eau chaque jour et à dos d'âne loin de chez elles. Les responsables du douar ont tout fait pour avoir de l’eau potable (creuser des puits à différents endroits, forer à l’aide de sondes). Une association avait aménagé un barrage pour aider à stocker l'eau. Finalement le problème a été résolu et le douar est alimenté en eau potable depuis 2008.
Le village est aussi alimenté en électricité.

## Agriculture
Le blé constitue la principale récolte du village. En été a lieu la cueillette des amandes (mais le rendement est de plus en plus en baisse à cause de la sécheresse, des maladies, des insectes parasites...), et ce sont surtout les femmes qui font le travail.
Les vieillissement des arbres, les vents forts, les maladies, les insectes sont tous agents responsables de baisses des récoltes des amandes faite en juillet de chaque année.
Les montagnes et forêts sont les refuges préférés du sanglier. Ils se propagent sur tout le territoire, en très grand nombre. Ces animaux coupent, cassent les amandiers, les figues de barbarie et dispersent les récoltes ; ils attaquent même les femmes et enfants du village. La population souhaiterait que les gardes forestiers et les chasseurs intéressés viennent éliminer une partie afin de minimiser les dégâts.